# Guirag Muchlan
Guirag Muchlan est un village de la région de Zangilan en Azerbaïdjan.

## Histoire
En 1993-2020, Guirag Muchlan était sous le contrôle des forces armées arméniennes. En 2020, le village de Guirag Muchlan a été restitué sous le contrôle de l'Azerbaïdjan.